# الأصابح
ينتسب الاصابح إلى قبائل حمير وهم بنو حارث ذو أصبح بن مالك بن زيد بن حمير الحميري
- بنو ذي أصبح بطن من زيد الجمهور من حمير من القحطانية وهم بنو ذي أصبح واسمه الحارث بن مالك بن زيد بن الغوث بن سعد بن عوف بن عدي بن مالك بن زيد الجمهور وزيد الجمهور يأتي نسبه عند ذكره في حرف الزاي منهم:
  - ذو أصبح ابرهة بن الصباح أحد ملوك اليمن في الإسلام
  - مالك بن انس امام دار الهجرة وهو مالك بن انس بن مالك ابن ابي عامر بن نافع بن عمرو بن الحارث بن عثمان بن حيثل بن عمرو بن الحارث وهو ذو أصبح.

- - خولي بن يزيد الأصبحي الذي حمل رأس الحسين بن علي بعد أن قطعه سنان بن أنس في معركة كربلاء واختفاه في فرن تنور بيته.